# Miller Mondragon
Miller Mondragon Arboleda (ur. 22 grudnia 2004) – kolumbijski zapaśnik walczący w stylu wolnym.
Zajął dziesiąte miejsce na mistrzostwach panamerykańskich w 2022. Brązowy medalista igrzysk boliwaryjskich w 2022 roku.